# Magyarország a XX. században
A Magyarország a XX. században egy 20. század végi magyar nyelvű, nagy terjedelmű történelmi–művelődéstörténeti szintézis.
A Kollega Tarsoly István, Bekény István, és Dányi Dezső által szerkesztett alkotás a Babits Kiadó gondozásban jelent meg Szekszárdon 1996-ban. Az ötkötetes mű a kiadó másik nagy projektjének, a Révai új lexikonának társkiadványa, és a lexikonnal megegyező kinézetű kötésben jelent meg. Áttekinti a 20. századi Magyarország politikai és katonai történelmét, társadalmi változásait. Részletesen kitért a tudományok és művészetek területén végbement fejlődésre, de ismertette a magyar sport nevezetességeit is. A közel 3.300 nyomtatott oldalas mű gazdag színes és fekete-fehér illusztrációs anyaggal jelent meg. Elektronikus formában a Magyar Elektronikus Könyvtárban érhető el.
A kötetbeosztás a következő volt:
- I. kötet: Politika és társadalom, hadtörténet, jogalkotás
- II. kötet: Természeti környezet, népesség és társadalom, egyházak és felekezetek, gazdaság
- III. kötet: Kultúra, művészet, sport és szórakozás
- IV. kötet: Tudomány 1.
- V. kötet: Tudomány 2.

## Fejezetek
- I. Politika és társadalom (I. kötet)

szerzők: Barta Róbert (24–76. o.), Gyarmati György (140–280. o.), Püski Levente (11–23. és 76–139. o.)
- II. Honvédelem és hadügyek (I.)

szerzők: Balla Tibor (285–299. o.), Dombrády Loránd (317–340. o.), Horváth Miklós (413–434. o.), Markó György (397–412. o.), Ravasz István (350–396. o.), Szabó Péter (340–357. o.), Szijj Jolán (300–316. o.), Takács Ferenc (435–437. o.)
- III. Jogalkotás és jogrendszer (I.)

szerző: Kulcsár Kálmán (441–490. o.)
- IV. Természeti környezet (II.)

szerzők: Antal Emánuel (27–38. o.), Harangi Szabolcs (39–48. o.), Korsós Zoltán (88–114. o.), Papp Sándor (56–63. o.), Perczel György (125–147. o.). Priszter Szaniszló (68–87. o.), Somogyi Sándor (15–27. o. ), Szakáll Sándor (49–55. o.), Tardy János (115–124. o.), Tiner Tibor (15–20. és 63–67. o.)
- V. Népesség és társadalom (II.),

szerzők: Csernák Józsefné (182–187. o.), Dányi Dezső (147–171. o.), Dövényi Zoltán (231–243. o.), Hablicsek László (204–210. o.), Harcsa István (225–231. o.), Hegedűs József (261–274. o.), Illés Sándor (216–225. o.), Kamarás Ferenc (171–182. o.), Kapronczay Károly (210–216. és 277–284. o.), Kocsis Károly (153–155. o.), Matics Ferenc (261–274. o.), Miltényi Károly (243–253. o.), S. Molnár Edit (187–204. o.), Nyilas Mihály (261. o.), Oross Jolán (274–277. o.), Perczel György (147–153. o.), Tosics Iván (261–274. o.)
- VI. Egyházak és felekezetek (II.)

szerzők: Balogh Margit (287–302., 312–356., 374–405., 432–451. és 453–463. o.), Bencze Imre (302–308., 327–336., 356–363., 405–417. és 451–453. o.), Ladányi Sándor (309–312., 327–336., 363–374., 417–432. és 451–453. o.)
- VII. Gazdaság (II.)

szerzők: Botos János (655–670. o.), Csató Tamás (622–649. o.), Lengyel György (562–571. o.), Medveczky István (515–517. o.), Molnár István (474–484., 523–527. és 530–551. o.), Nyitrai Ferencné (587–622. o.), Oros Iván (551–555. o.), Pongrácz Tibor (671–704. o.), Schindele Miklós (493–498. és 504–515. o.), Szabóné Medgyesi Éva (483–486., 517–523., 527–551. és 555–559. o.), Szász Kálmán (467–474., 487–492., 498–504. és 560–562. o.), Szigeti Ernő (649–654. o.)
- VIII. Művészet és kultúra (III.)

szerzők: Bán András (53–87. o.), Batta András (499–527. o.), Bécsy Tamás (235–323. o.), Bieliczkyné Buzás Éva (442–451. o.),  Eke Károly (451–453. o.), Jámbor András (441–442. o.), Kaán Zsuzsa (529–543. o.), Kaposy Miklós (436–441. és 459–498. o.), Liska Dénes (432–433. o.), Lóska Lajos (31–51. o.), Nemeskürty István (185–234. o.), Novotny Zoltán (453–457. o.), Pesovár Ernő (568–571. o.), Sárosi Bálint (561–568. o.), T. Somogyi Magda (177–184. o.), Stefka István (406–411. o.), P. Szabó József (411–415. o.), Szabó Júlia (13–31. o.), Szepesi György (453–457. o.), Tertinszky Edit (353–406. és 415–432. o.), Ugrin Aranka (495–498) Vadas József (89–120. o.), Vajek Róbert (433–436. o.), Vámossy Ferenc (121–175. o.), Veress József (325–351. o.), Voigt Vilmos (545–561. o.)
- IX. Sport, szórakozás (III.)

szerzők: Csőre Pál (635–643. o.), Halkovics László (572–587. o.), Kun László (575–634. o.), Orlóci Edit (645–652. o.)
- X. Műszaki és természettudományok (IV.):

szerzők: Antal Emánuel (369–384. o.), Beke János (719–730. o.), Benedek Zoltán (324–331. o.), Benke László (433–452. o.), Emőd István (301–309. o.), Fábry György (127–155. o.), Fábry Kornél (183–200. o.), Farkas L. Gyula (503–509), Frang Zoltán (309–324. o.), Füleky György (579–589. o.), Galántai Aurél (21–43. o.), Gáll Imre (201–221. o.), Ganczaughné Albert Katalin (647–690. o.), Gausz Tamás (331–344. o.), Gere Tibor (691–717. o.), Giber János (101–125. o.), Horváth Tibor (223–242. o.), Juhász József (453–479. o.), Kapronczay Károly (547–553. o.), Karsay Ferenc (385–404. o.), Király Pál (591–615. o.), Lajtha György (243–270. o.), Lorencz Kinga (83–99. o.), Magassy Dániel (617–645. o.), Radnai Rudolf (271–299. o.), Rixer András (555–577. o.), Simon Tamás (529–545. o.), Somlyay Lajos (481–489. o.), Szollár Lajos (511–516. o.), Tiner Tibor (345–368. o.), Uj József (71–81. o.), Vas Attila (719–730. o.), Verő László (419–432. o.), Vincze Zoltán (555–577. o.), Vorsatz Brúnó (157–182. o.), Vozári Eszter (521–528. o.), Zelenka Tibor (405–418. o.), Zsámboki László (433–452. o.)
- XI. Társadalomtudományok (V.)

szerzők: Balassa Ván (115–159. o.), Berta Árpád (251–261. o.), Csorba Csaba (409–441. o.), Dóka Klára (339–351. o.), Ekler Andrea (171–207. o.), Erős Vilmos (285–312. o.), Fehér Katalin (455–483. o.), Frenyó Zoltán (13–37. o.), Ilon Gábor (353–407. o.), Kézdi Nagy Géza (161–169. o.), Márkus Péter (85–103. o.), Nagy J. Endre (59–84. o.), Pandula Attila (313–338. o.), Pléh Csaba (105–114. o.), Pusztay János (235–249. o.), Ritoók Zsigmond (263–283. o.), Szilágyi Péter (39–57. o.), Terts István (209–234. o.), Torzsai Tamás (443–453. o.)